# Tiro con l'arco ai I Giochi europei
Ai I Giochi europei si sono disputate 5 gare di tiro con l'arco, svolte tutte allo Stadio Tofiq Bəhramov, che hanno visto la partecipazione di 128 atleti.

## Qualificazioni
Ci saranno due tornei di qualificazione per gli arcieri per i Giochi europei. Il primo si terrà a Echmiadzin, in Armenia durante i Campionati Europei di Tiro a 21-26 luglio 2014, la seconda durante la prima tappa del Grand Prix il 24-28 marzo 2015.
Ai Campionati Europei le migliori 8 squadre (diverse dall'Azerbaigian) potranno portare ai I Giochi europei 6 atleti: 3 uomini e 3 donne. Inoltre verranno assegnati 32 posti per i migliori 16 atleti per genere che non sono riusciti a qualificarsi con la squadra, con questo metodo di qualificazione ogni nazione non potrà portare ai Giochi più di 1 atleta per genere.
Al Gran Prix invece, le migliori 8 squadre (diverse dall'Azerbaigian e dalle squadre precedentemente qualificate) potranno far partecipare ai I Giochi europei 3 atleti per genere. Se le nazioni avevano precedentemente qualificato 1 solo atleta tramite il processo di qualifiche ai Campionati Europei il loro "posto" verrà ceduto. Inoltre 12 atleti, 6 per genere, potranno qualificarsi ai giochi, con questo metodo di qualificazione ogni nazione non potrà portare ai Giochi più di 1 atleta per genere.
Per quanto riguarda l'evento misto la qualificazione è ottenuta se la nazione ha qualificato minimo 1 atleta per genere ma solo le prime 15(escluso l'Azerbaigian, già qualificato come nazione ospitante) dal turno classifica durante i Giochi europei.

### Timeline delle qualificazioni
| Evento                     | Date              | Sede       |
| -------------------------- | ----------------- | ---------- |
| Campionati Europei di Tiro | 21–26 luglio 2014 | Echmiadzin |
| Gran Prix                  | 24–28 marzo 2015  | Maratona   |

## Podi

### Uomini
| Evento                 | Oro                                                      | Argento                                                         | Bronzo                                                         |
| Individuale (dettagli) | Miguel Alvariño                                          | Sjef Van Den Berg                                               | Anton Prilepov                                                 |
| A squadre (dettagli)   | Ucraina Heorhiy Ivanytskyy Markiyan Ivashko Viktor Ruban | Spagna Miguel Alvariño Antonio Fernández Juan Ignacio Rodriguez | Paesi Bassi Mitch Dielemans Sjef Van Den Berg Rick Van Der Ven |

### Donne
| Evento                 | Oro                                                     | Argento                                                       | Bronzo                                                          |
| Individuale (dettagli) | Karina Winter                                           | Maja Jager                                                    | Alicia Marín                                                    |
| A squadre (dettagli)   | Italia Guendalina Sartori Elena Tonetta Natalia Valeeva | Bielorussia Hanna Marusava Ekaterina Timofeyeva Alena Tolkach | Ucraina Anastasia Pavlova Veronika Marchenko Lidiia Sichenikova |

### Misto
| Evento                     | Oro                                  | Argento                                     | Bronzo                                        |
| A squadre miste (dettagli) | Italia Natalia Valeeva Mauro Nespoli | Georgia Khatuna Narimanidze Lasha Pkhakadze | Ucraina Lidiia Sichenikova Heorhiy Ivanytskyy |